# Tim Conway
Tim Conway, właśc. Thomas Daniel Conway (ur. 15 grudnia 1933 w Willoughby, zm. 14 maja 2019 w Los Angeles) – amerykański aktor filmowy i telewizyjny.

## Życiorys
Urodził się w Willoughby w Ohio. Wychowywał się w Chagrin Falls. Uczęszczał na Bowling Green State University w Bowling Green. W latach 1956–1958 służył w United States Army. Następnie podjął pracę jako DJ w stacji radiowej w Cincinnati.
Chociaż urodził się jako Thomas, zmienił imię na Tim, ponieważ w tym czasie był już popularny aktor Tom Conway. Pod koniec lat 50. zaczął pisać scenariusze programów komediowych dla telewizji i wydał album komediowy ze swoim przyjacielem Erniem Andersonem. Popularność zyskał dzięki programom telewizyjnym w Ohio. Na początku lat 60. Conway przeniósł się do Nowego Jorku i w 1970 dostał pracę w sitcomie CBS The Dick Van Dyke Show. Został obsadzony jako Charles Beaumont Parker w sitcomie ABC McHale's Navy (1962–1966) u boku Ernesta Borgnine, a w latach 70. stworzył The Tim Conway Comedy Hour i The Tim Conway Comedy House, własny program komediowy. Później wystąpił w The Carol Burnett Show (1975–1976) z Carol Burnett, Harveyem Kormanem, Vicki Lawrence i Lyle Waggonerem, gdzie zdobył trzy nagrody Emmy (1973, 1977, 1978) i został uhonorowany nagrodą Złotego Globu. W 1996 jako Kenny w serialu ABC Świat pana trenera i w 2008 za postać Bucky'ego Brighta w serialu NBC Rockefeller Plaza 30 otrzymał kolejną nagrodę Emmy. Posiada też swoją gwiazdę na Hollywoodzkiej Alei Gwiazd.
Zmarł 14 maja 2019 w Los Angeles w wieku 85 lat w związku z wodogłowiem normotensyjnym.

## Filmografia

### Seriale
- 1968: That's Life
- 1973: Nowy Scooby Doo jako on sam (głos)[11]
- 1982: Faerie Tale Theatre jako kandydat na burmistrza
- 1995–1996: Świat według Bundych jako Ephraim Wanker, ojciec Peggy
- 1996: Cybill jako major Milo
- 1996–1997: Świat pana trenera jako Kenny Montague
- 1997: Dotyk anioła jako Freddy
- 1997: A teraz Susan jako Mickey
- 1997: Hiller and Diller jako Cliffy Dukay
- 1997: Herkules jako Griffin (głos)
- 1997: Słodkie zmartwienia jako Pan Hubley
- 1997–1999: Diagnoza morderstwo jako Tim Conrad
- 1998: Siódme niebo jako Rocky / Święty Mikołaj
- 1999: Dzika rodzinka jako Zebra #1 / Jackal (głos)
- 1999–1998: Szaleję za tobą jako Clerk
- 1999–2012: SpongeBob Kanciastoporty jako Barnacle Boy
- 2001: Tak, kochanie jako Tom Warner
- 2010: CSI: Kryminalne zagadki Las Vegas jako Knuckles Pratt
- 2010: Rozpalić Cleveland jako Nick
- 2011: Batman: Odważni i bezwzględni jako Weeper (głos)
- 2011: Czarodzieje z Waverly Place jako Cragmont
- 2012: Pound Puppies: Psia paczka jako Wally Banks (głos)
- 2013: Mike i Molly jako ekshibicjonista
- 2013: Mroczne zagadki Los Angeles jako Howard Gray (głos)
- 2014: Dwóch i pół jako Tim
- 2014: Glee jako Marty Rogers
- 2014: Melissa i Joey jako Matthews

### Filmy
- 1964: Doborowa jednostka jako chorąży Charles „Chuck” Parker
- 1973: The World’s Greatest Athlete jako Milo Jackson
- 1979: Łowca nagród jako Bags
- 1984: Wyścig armatniej kuli II jako funkcjonariusz patrolu
- 1986: Koń o imieniu Długi Strzał jako Dooley
- 1996: Najlepszy kumpel Pana Boga jako Herman Dooly
- 1997: Speed 2: Wyścig z czasem jako pan Kenter, instruktor nauki jazdy
- 1998: Bud, pies na medal jako Fred Davis
- 2008: Huntin' Buddies jako strażnik łowiecki